# Lycium fuscum
Lycium fuscum là loài thực vật có hoa trong họ Cà. Loài này được Miers mô tả khoa học đầu tiên.